# The Warehouse Studio

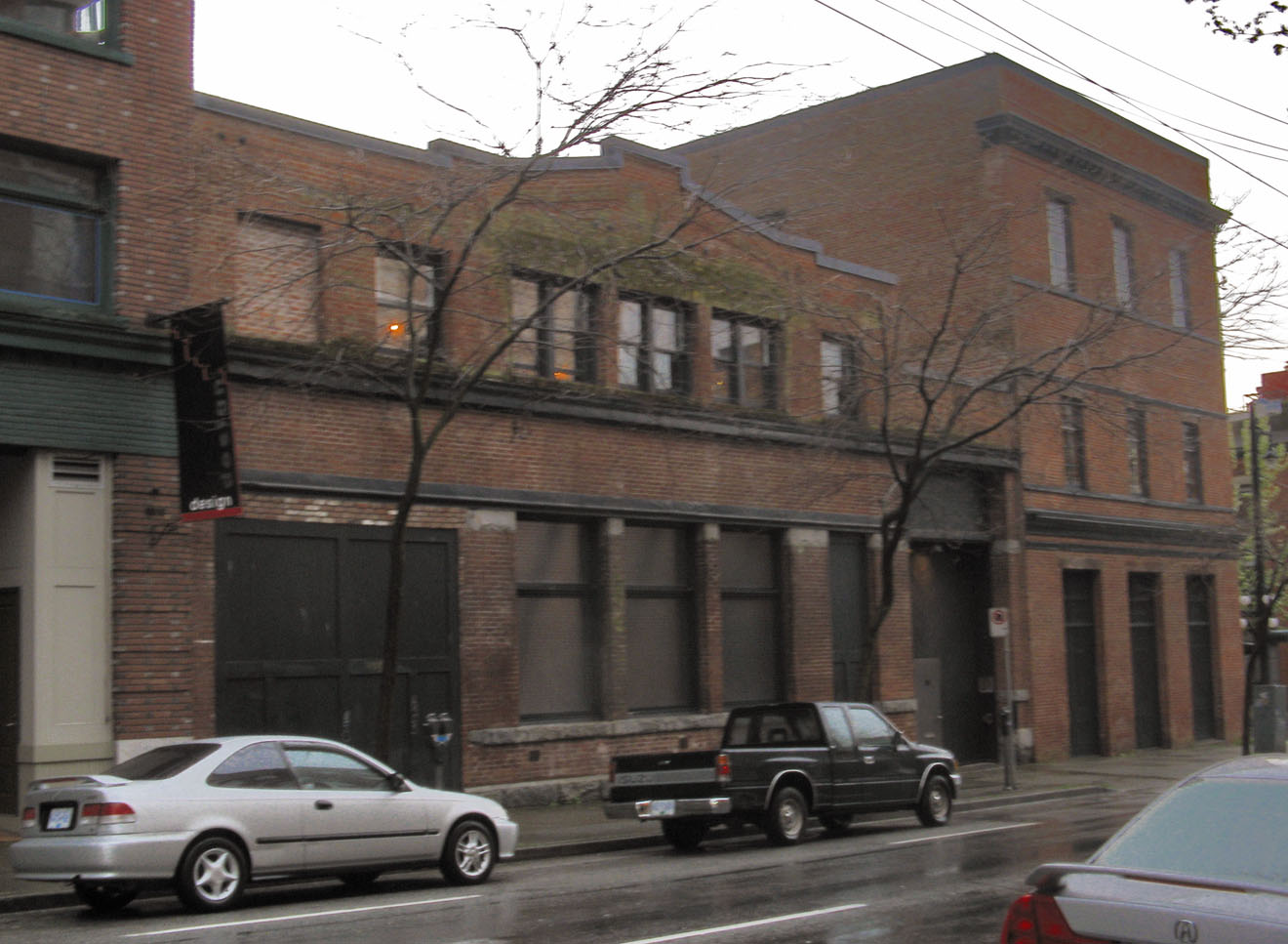
The Warehouse Studio i Vancouver

The Warehouse Studio är en musikstudio i Vancouver, British Columbia, Kanada, ägd av Bryan Adams.